# Chronologie des émeutes de 2005 en France
Pour un article plus général, voir Émeutes de 2005 dans les banlieues françaises.
 (mars 2018).
 (mars 2015).
Si vous disposez d'ouvrages ou d'articles de référence ou si vous connaissez des sites web de qualité traitant du thème abordé ici, merci de compléter l'article en donnant les références utiles à sa vérifiabilité et en les liant à la section « Notes et références ».
 (janvier 2023).
- Si vous ne connaissez pas le sujet, laissez ce bandeau (vous pouvez alors contacter les auteurs).
- Si vous supprimez le contenu mis en cause (vous pouvez préalablement contacter les auteurs),

argumentez précisément cette suppression dans la page de discussion
(un manque de référence n'est pas un argument ; une recherche réelle de référence doit avoir été effectuée, être formellement documentée).

## Évolution quotidienne

### Nuit du 1erau 2 novembre 2005

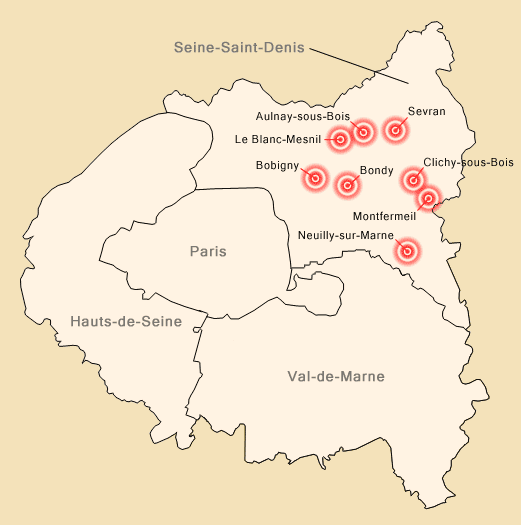
Émeutes du 1er novembre 2005.

Une baisse notable des tensions à Clichy-sous-Bois après 5 nuits de violences urbaines est à remarquer. Cependant, on peut constater l'embrasement de sept villes de la Seine-Saint-Denis : Aulnay-sous-Bois, Sevran, Bondy, Montfermeil, Neuilly-sur-Marne, Bobigny et Le Blanc-Mesnil.
Par ailleurs, d'importants affrontements ont lieu à Aulnay-sous-Bois, opposant les forces de l'ordre aux émeutiers.
Environ 250 véhicules ont été incendiés et 34 interpellations ont eu lieu en Seine-Saint-Denis.
Il s'ensuit le début des troubles dans d'autres départements voisins : principalement en Seine-et-Marne, dans le Val-d'Oise et dans les Yvelines.

### Nuit du 2 au 3 novembre 2005
La Seine-Saint-Denis a déploré 189 voitures brûlées (la ville de Bondy, à elle seule, comptabilise 65 véhicules brûlés, ainsi qu'un magasin de moquettes détruit par les flammes) et 4 coups de feu tirés à l'encontre des forces de l'ordre.
Les affrontements se sont rapidement étendus à d'autres zones de la Seine-Saint-Denis et à d'autres départements franciliens, les Hauts-de-Seine, le Val-d'Oise (Sarcelles)  et l'Essonne principalement.
Au total, pas moins de 315 véhicules ont été brûlés en région parisienne du jeudi 27 octobre au mercredi 2 novembre.
Des agressions ont été également recensées le mercredi 2 novembre au soir en gare du Blanc-Mesnil, où « une trentaine de jeunes ont caillassé la rame, actionné de nombreux signaux d'alarme et volé les effets personnels de plusieurs voyageurs », selon la SNCF, l'entreprise avait mis en place le 27 octobre un dispositif de sécurité sur cette ligne.
Salah Gaham a trouvé la mort lors de l'incendie du forum de Planoise à Besançon.

### Nuit du 3 au 4 novembre 2005
Ce jeudi 03 novembre au soir, aux alentours de 22 h 30, une cinquantaine de véhicules furent incendiés en Seine-Saint-Denis.
Une quinquagénaire handicapée, âgée de 56 ans, a été gravement brûlée au cours de l'attaque d'un bus à Sevran (Seine-Saint-Denis). Selon le parquet de Bobigny, le véhicule, transportant une cinquantaine de personnes, a été contraint de s’arrêter en raison de conteneurs enflammés disposés en travers de la route.
Une bouteille d'essence enflammée a ensuite été projetée à l'intérieur du bus, suivie par un chiffon enflammé. Les passagers ont rapidement évacué le véhicule. Toutefois, la victime, incapable de sortir par ses propres moyens, a nécessité l'aide du chauffeur pour descendre.
Sur 135 personnes interpellées en Seine-Saint-Denis depuis le soir du 27 octobre, 98 ont été placées en garde à vue. 27 majeurs ont été déférés devant le Parquet de Bobigny et 17 ont été incarcérés. 16 mineurs ont comparu devant un juge des enfants. Le tribunal correctionnel de Bobigny, qui jugeait, le jeudi 3 novembre, 11 personnes pour des violences urbaines commises le 1er novembre, a condamné en soirée un jeune adulte de 19 ans à deux mois de prison ferme pour « dégradation de bien public » à Villepinte. Deux jeunes adultes âgés de 18 et 19 ans ont écopé respectivement de 2 mois de prison ferme et de 3 mois de prison avec sursis. Ils étaient poursuivis pour « violences volontaires avec arme sur agent de la force publique », dans la nuit du 1er au 2 novembre à Villepinte et au Blanc-Mesnil (Seine-Saint-Denis).
Bilan de la nuit du jeudi 3 au vendredi 4 novembre 2005
- Vers 3 h 30 : Si la nuit était jugée « plus calme » que les nuits précédentes, pas moins de 170 véhicules ont été détruits par les flammes, que ce soit en Île-de-France ou ailleurs dans l'hexagone, principalement dans les Bouches-du-Rhône et dans la Seine-Maritime. Forces de l'ordre et pompiers ont d'ailleurs été à nouveau touchés par divers projectiles mais moins d'affrontements directs se sont produits.

- En région parisienne :
  - à Neuilly-sur-Marne, des cars de CRS ont essuyé des tirs de pistolet à grenaille, sans faire de blessés.
  - à Aulnay-sous-Bois, un entrepôt de moquette a été incendié.
  - aux Mureaux (Yvelines), une cinquantaine de jeunes ont tenté d'affronter les policiers, sans provoquer de dégâts, a indiqué la préfecture.
  - à Trappes (Yvelines), un entrepôt d'une vingtaine de bus a été incendié tandis que le dépôt d'un concessionnaire Renault de Aulnay-sous-Bois fut détruit par les flammes.

18 personnes ont été interpellées à l'issue de cette soirée.
- En province :
  - à Planoise (quartier de Besançon), trois voitures furent incendiées dans le sous-sol d'un immeuble d'étudiant, coûtant la vie à un jeune gardien de 24 ans qui s'était précipité pour éteindre l'incendie. Plusieurs étudiants ont également été blessés en se défenestrant pour échapper aux flammes.
  - à Rennes, des individus cagoulés et munis de bidons d'essence ont incendié onze automobiles dans le quartier du Blosne, en périphérie sud de Rennes. Ils ont allumé successivement trois feux, square de Serbie, square des Hautes-Ourmes et boulevard Henry Fréville. Quelques incendies ont également été déclarés dans les quartiers de Villejean et Maurepas, dans la périphérie ouest et nord.

- Vers 4 h 30 : Bilan revu à la hausse en ce qui concerne le nombre de véhicules incendiés : environ 420 contre environ 315 la veille.

Le Premier ministre Dominique de Villepin a déclaré, depuis la cour de l'Hôtel de Matignon : «…la priorité, c'est le rétablissement de l'ordre public car ces violences sont inacceptables, mais je veux aussi nouer un dialogue pour trouver des solutions adaptées, pour donner une place à chacun… »
Bilan total de cette nuit
Plus de 500 véhicules furent brûlés en Île-de-France et 77 le furent en Province. Cinq bâtiments ont également été en proie aux flammes en Seine-Saint-Denis, foyer principal des troubles. Par exemple, un entrepôt de 15 000 m² dans la zone Garonor à Aulnay-sous-Bois et un hangar contenant des produits de maroquinerie au Blanc-Mesnil furent incendiés durant la nuit.
Durant la nuit, il y aurait eu 78 interpellations.
- L'après-midi du 4 novembre à Bobigny, une trentaine de véhicules étaient en feu vendredi après-midi peu après 16h30 sur un parking près du centre commercial Bobigny II. Parmi les véhicules, plusieurs appartenaient à des fonctionnaires du tribunal tout proche.

Plusieurs personnes, interpellées lors des émeutes dans ce département, étaient en cours de comparution immédiate devant le tribunal vendredi après-midi.

### Nuit du 4 au 5 novembre 2005

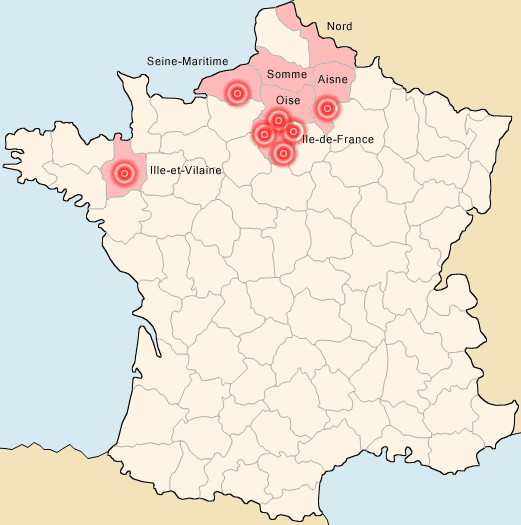
Émeutes du 5 novembre

En début de soirée, la tension est toujours aussi palpable en Seine-Saint-Denis. 85 véhicules ont déjà été brûlés. Les forces de l'ordre semblent être impuissantes et attendent que les événements cessent d'eux-mêmes.
Une trentaine d'interpellations a eu lieu.
Le bilan provisoire de cette neuvième nuit de violences dans les quartiers sensibles est pour l'heure comparable à celui de jeudi à la même heure, a précisé la police. 85 véhicules auraient été brûlés (40 en Île-de-France dont environ 20 en Seine-Saint-Denis, et 45 en province).
- Les forces déployées : 700 pompiers et 1 400 hommes, dont huit compagnies de CRS et cinq escadrons de gendarmes mobiles, étaient mobilisés vendredi soir en Seine-Saint-Denis.

Pour la première fois depuis le jeudi 27 octobre, la région parisienne a été survolée par un hélicoptère de la gendarmerie équipé d'un projecteur et d'une caméra vidéo.
Bilan de la nuit du 4 au 5 novembre 2005
Près de 240 véhicules ont été incendiés et plusieurs dizaines de personnes interpellées en région parisienne dans la nuit de vendredi à samedi quelques heures après que Dominique de Villepin eut reçu à Matignon seize jeunes gens de 18 à 25 ans issus de quartiers qualifiés de sensibles.
Cette neuvième nuit de violences a également été marquée par plusieurs incendies d'immeubles commerciaux ou de bâtiments publics, selon un bilan provisoire établi par l'AFP à partir des éléments communiqués par les préfectures ou la police.
De son côté, Nicolas Sarkozy a effectué une courte visite surprise à la direction départementale de la sécurité publique des Yvelines à Viroflay, près de Versailles.
Dans un communiqué, le PS a assuré que le « bilan des violences atteint des proportions gravissimes en Île-de-France et dans toute la France » et a demandé « la transparence la plus totale sur l'ampleur de ces évènements dramatiques ».
Selon la direction générale de la police nationale (DGPN), 1 260 véhicules ont été incendiés en Île-de-France et 230 personnes arrêtées depuis le 27 octobre, selon un bilan établi avant les premiers incidents de vendredi soir.
- En région parisienne
  - Un ou plusieurs véhicules, dans un parking couvert à Suresnes (Hauts-de-Seine), sont incendiés, les flammes se propagent aux autres véhicules et finalement 44 sont détruits.
  - En Seine-Saint-Denis
    - 52 véhicules incendiés ont été dénombrés par la préfecture de la Seine-Saint-Denis ainsi que 31 interpellations.
    - Une quinzaine de communes sur quarante étaient plus particulièrement touchées, selon la préfecture
    - à Aubervilliers, deux entrepôts de textiles ont été la cible d'incendies
    - à Pierrefitte-sur-Seine, un engin incendiaire a été lancé près d'une synagogue.
    - au Blanc-Mesnil, de nombreux rassemblements d'individus ont été constatés ainsi qu'un début d'incendie d'une crèche à La Courneuve.

  - Dans l'Essonne
    - 60 véhicules, selon la police, ont été incendiés et des véhicules de police et des sapeurs-pompiers ont été la cible de cailloux et de cocktails Molotov.
    - Un policier a été blessé au niveau des épaules par deux pavés jetés par des manifestants dans le quartier de Coquibus, proche de la cité sensible des Tarterêts de Corbeil-Essonnes.
    - Dans le même quartier, une concession Opel et un dépôt de pneus, ont été incendiés.
    - Une école maternelle et primaire à Brétigny-sur-Orge a été détruite en partie.

  - Dans les Yvelines
    - selon la préfecture, 38 voitures ont été incendiées et 16 personnes ont été interpellées, dont sept à Sartrouville qui s'apprêtaient à mettre le feu à l'ancienne mairie annexe.
    - Quatre policiers ont été légèrement blessés lors d'affrontements avec des jeunes aux Mureaux.
    - selon la police, une école maternelle a été incendiée à Achères.

  - Dans le Val-d'Oise
    - Une trentaine de jeune se sont affrontés aux forces de l'ordre à Sarcelles
    - 37 véhicules ont brûlé et 34 personnes ont été interpellées, selon la police.
    - Des dégradations ont été constatées dans la bibliothèque de Villiers-le-Bel.

  - Dans le Val-de-Marne
    - un important incendie s'est déclaré dans un magasin de meubles à Ormesson-sur-Marne.
- En province :
  - en Bretagne
    - à Rennes deux incendies volontaires ont causé des dégâts dans une école, puis une salle des fêtes, du même quartier : le Blosne, en périphérie sud de Rennes. Une ANPE a cédé sous l'explosion d'une grenade dans le quartier Brequigny. Arrivés très vite sur place de leur caserne toute proche, les pompiers ont pu circonscrire l'incendie avant qu'il ne prenne de graves proportions. Deux pièces sont cependant brûlées. L'agence est provisoirement fermée. Au total c'est 11 véhicules qui ont brûlé dans l'agglomération rennaise avec des incendies qui se propagent dans les villes proches de Bruz, La Chapelle-des-Fougeretz et Saint-Jacques-de-la-Lande.

  - en Normandie
    - des inconnus ont incendié à Cléon (près de Rouen), un autobus dont tous les passagers ont pu sortir sains et saufs.

  - en Picardie
    - à Soissons deux bus, deux voitures et une camionnette ont été incendiés.
    - dans les départements de l'Aisne, de l'Oise et de la Somme plusieurs voitures ont été incendiées.

  - dans le Nord-Pas-de-Calais
    - le département du Nord a été touché par plusieurs incendies de voitures.

  - En Saône-et-Loire
    - à Montceau-les-mines cinq bus ont été incendiés.

### Nuit du 5 au 6 novembre 2005
- Vers 22 h 30 :

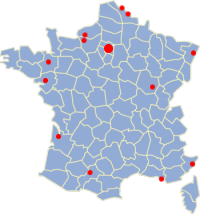
Les émeutes au 6 novembre 2005

Les incidents se poursuivent non seulement en région parisienne mais également en dehors de la région parisienne, où une centaine de véhicules et des bâtiments publics ont été incendiés. 2 300 policiers et gendarmes ont été envoyés en renfort en Île-de-France pour la nuit, en plus de l'effectif normal.
Peu avant 23 heures, Nicolas Sarkozy faisait état d'une centaine de véhicules brûlés sur le plan national. La police a pour l'instant procédé à une dizaine d'interpellations.
À Noisy-le-Grand (Seine-Saint-Denis), le gymnase de la Butte Verte, l'un des plus beaux de la région, outil essentiel de promotion sociale par le sport, a été incendié volontairement pour la troisième fois, provoquant l'évacuation d'un immeuble adjacent.
À Villeneuve-Saint-Georges (Val-de-Marne), la maison des jeunes a été incendiée.
À Toulouse, la police faisait état de 25 voitures brûlées et de deux tentatives avortées d'incendies : l'une contre la bibliothèque municipale (qui conserve près de 4 000 manuscrits dont 500 du Moyen Âge) ; l'autre contre un centre commercial du quartier de Bellefontaine-Le Mirail.
Dans le Nord, la police faisait état à 22 heures de cinq voitures incendiées dans la métropole lilloise. Les pompiers parlaient, eux, d'une trentaine de véhicules détruits.
Dans l'ouest, 72 véhicules avaient été incendiés, dont 38 à Nantes et 20 à Rennes.
- Vers 1 h 30 :

Cette nuit a été la deuxième consécutive marquée par les incendies de véhicules dans les départements du Nord, de l'Aisne et de l'Oise, avec près de 80 feux, a-t-on appris auprès des préfectures.
Dans le Nord, la préfecture comptabilisait 41 voitures incendiées à 23h15, un bilan nettement supérieur à la moyenne. Des véhicules des pompiers et de la police ont été visés par des caillassages. Sept personnes ont été interpellées.
Ces incidents ont éclaté notamment dans l'agglomération de Lille, notamment dans les quartiers sud de Lille, à Roubaix et à Tourcoing, mais également dans la région de Dunkerque et celle de Valenciennes.
Dans l'Aisne, les incidents se sont concentrés sur la ville de Soissons, où sept feux de véhicules sporadiques en divers endroits de la ville, allumés par des éléments mobiles, ont été éteints par les pompiers. Des projectiles ont également été lancés, sans heurts directs, a indiqué la préfecture.
Dans l'Oise, la préfecture a évoqué des tensions à Beauvais, Nogent-sur-Oise et Creil, où d'importants moyens de police et de gendarmerie ont été déployés et pris à partie, sans affrontements.
Une trentaine de voitures et une cabine de poids lourds ont été incendiées, selon un nouveau bilan de la préfecture à 01h15. Deux personnes ont été interpellées, l'une en flagrant délit d'incendie, l'autre qui lançait des pierres.
À Toulouse, une trentaine d'incendies divers se sont déclarées. Les troubles sont, selon la Police toulousaine, menés par un « noyau dur » d'une trentaine d'individus à peine, âgés de 15 à 25 ans environ.
- 9 h 30 : 1 295 véhicules ont été incendiés et 312 personnes interpellées dans la nuit selon le dernier bilan. Il s'agit du bilan le plus lourd depuis le début des troubles, 9 jours plus tôt.

Une journaliste coréenne de la chaîne KBS TV a en outre été légèrement blessée lors d'une agression à Aubervilliers, selon la préfecture.
À Évreux, des heurts ont été considérés comme particulièrement violents, du jamais vu jusque-là dans cette ville de Normandie où le centre commercial du quartier de La Madeleine a été gravement endommagé et où des dizaines d'individus cagoulés, dont certains étaient armés de battes de baseball, de barres de fer, de cocktail Molotov et de boules de pétanque, se sont heurtés aux policiers. Ces affrontements auraient fait des blessés de part et d'autre. La préfecture n'a pour l'instant pas été en mesure de fournir un bilan.
Le nombre des communes touchées par les violences sur l'ensemble du pays est passé de 87 dans la nuit de jeudi à vendredi, à 140 la nuit suivante puis à 200 dans cette nuit du samedi 5 au dimanche 7.

### Nuit du 6 au 7 novembre 2005
Les actes de violences, qui ont commencé dès l'après-midi que ce soit en banlieue parisienne comme en dehors de la région parisienne (Orléans, Blois, Lille, Saint-Étienne, …), se poursuivaient toujours ce dimanche soir, inaugurant ainsi une onzième nuit de troubles, dix jours après le début des émeutes, parties de Clichy-sous-Bois le soir du 27 octobre 2005.
Alors que depuis quelques nuits les casseurs semblaient éviter un contact direct avec les forces de l'ordre, de violents affrontements se sont récemment produits à Grigny (Essonne). Vingt-neuf policiers ont été blessés par des tirs de pistolets à grenaille. Deux CRS ont été plus sérieusement atteints, alors que 27 de leurs collègues l'étaient plus légèrement. Aucune arrestation n'a été signalée lors de ces heurts à Grigny.
Cité des Tarterêts (Corbeil-Essonnes) : une cinquantaine d'individus masqués ont tenté de projeter un véhicule sur un car de CRS situé en contrebas d'une route.
Une école a été brûlée à Savigny-sur-Orge, tandis qu'à Trappes (Yvelines), la trésorerie principale a été incendiée. Le trafic des autobus de la RATP était par ailleurs perturbé dimanche soir en banlieue parisienne en raison des violences urbaines, particulièrement dans les départements de la Seine-Saint-Denis des Hauts-de-Seine et du Val-d'Oise.
Des incendies de véhicules sont déjà signalés à Rouen, au Havre, à Rennes, à Nantes, à Orléans (plus un lancer de cocktail molotov contre une rame de tramway) , à Toulouse (une trentaine), Lille, Pau (une trentaine selon la Police).
Des violences ont eu lieu en Val-de-Marne, où plusieurs cocktails molotov ont été lancés sur la caserne des pompiers de Villejuif, vide au moment des faits, selon la préfecture. Au Kremlin-Bicêtre, des cocktails Molotov ont été jetés sur la police. Bilan : 8 policiers légèrement blessés, un car brûlé, une vingtaine de voitures brûlées dont deux jetées sur une station essence, une centaine de CRS mobilisés, 19 arrestations, des cabines téléphoniques et arrêts de bus cassés, 15 voitures cassés, des poubelles et motos brûlées.
- 16 heures : l'incendie d'un autobus a fait deux blessés (le conducteur et une passagère, hospitalisés pour brûlures) à La Ricamarie (banlieue de Saint-Étienne) : des délinquants ont répandu du carburant sur le sol du bus avant d'allumer le feu. La société des transports en commun de Saint-Étienne (STAS) a décidé d'interrompre le service jusqu'à nouvel ordre.

Sur les quelque 800 personnes interpellées depuis dix jours, une vingtaine ont été condamnées à des peines de prison ferme et une trentaine ont été placées sous mandat de dépôt dans l'attente d'un jugement, a annoncé le ministère de la Justice. Cinquante mineurs ont été présentés devant le juge des enfants. Des incidents ont eu lieu dans 211 communes.
En province aussi, le nombre d'incidents signalés est en hausse, au Havre, à Rouen, Nantes, Blois, Tours, Toulouse, Strasbourg, Mulhouse et Colmar, notamment. Outre un nombre croissant de véhicules incendiés, deux églises ont été touchées par des engins incendiaires : Saint-Édouard à Lens (Pas-de-Calais) et le presbytère de l'île de Thau à Sète (Hérault). De nombreux établissements scolaires ont été pris pour cibles : une école maternelle à Nantes, une école à Strasbourg, une classe dans le quartier le Bois Blanc à Lille, deux autres à Saint-Étienne, une école primaire et maternelle de La Tour-du-Pin (Isère). Les bâtiments de la police n'ont pas été épargnés avec un bureau de police à Clermont-Ferrand totalement détruit tandis qu'à Perpignan, un véhicule en feu a été projeté sur le poste de police du Moulin-à-Vent.
Pour la première fois, ces violences urbaines semblent avoir trouvé écho hors de France : cinq voitures ont été volontairement incendiées dans la nuit du 6 au 7 novembre à Saint-Gilles, une des communes de Bruxelles (Belgique), à proximité de la gare du Midi qui accueille les trains en provenance de Paris. Les autorités restent attentive à tout développement. Cinq voitures ont également été incendiées à Berlin, dans le quartier Moabit.
- 15 heures : Jean-Jacques Le Chenadec, un homme de 60 ans agressé durant la nuit du 4 au 5 à Stains, est mort à l'hôpital Jean-Verdier de Bondy. Il avait préalablement sombré dans le coma à la suite d'un violent coup donné à la tête. Nicolas Sarkozy a reçu sa veuve dans la matinée. Le maire de la ville, Michel Beaumale, membre du parti communiste, appelle à manifester à 18 h 30 sur les lieux de l'agression, boulevard Maxime-Gorki à Stains.

- Nuit du dimanche 6 novembre : À Angers, dans le quartier de La Roseraie, une supérette s'enflamme après un jet de cocktails molotovs. S'ensuivront 12 voitures et 4 camionnettes brûlées.

### Nuit du 7 au 8 novembre 2005
- 20 h :

À Toulouse, un autobus et trois voitures ont été incendiés. Un autobus a été la proie des flammes peu avant 19 h dans le quartier de La Reynerie, à la périphérie ouest de Toulouse. Au même moment, trois voitures étaient incendiées dans le quartier voisin de Bellefontaine. Dans la soirée, deux cents individus environ ont été signalés, se déplaçant avec beaucoup de mobilité dans les quartiers difficiles du Mirail, qui ont été bouclés par les forces de l'ordre.
Un couvre-feu pour les mineurs est instauré au Raincy bien que cette ville, assez calme en général, n'ait pas connu de violences accrues.
À Blois, les lignes desservant les quartiers nord seront interrompues, de violents affrontements auront lieu dans la banlieue de Blois et plus de 15 véhicules seront incendiés rien que pour la nuit du 7 au 8 novembre au total plus de 64 véhicules et autres mini-bus et motos seront incendiés, une crèche et plusieurs feux de poubelles, arrêts de bus et autres seront brulés en particulier dans les quartiers de Kennedy, Coty, la ZUP, Marcel Doret, Croix Chevalier, Dumont d'Urville et la Quinière et bien d'autres quartiers défavorisés de la ville. Un couvre-feu sera instauré et des restrictions d'approvisionnements en carburants seront prises. Jamais d'aussi violents affrontements n'ont eu lieu à Blois depuis les émeutes de la ville en 1999 et 2000.
À Lille, huit lignes de bus sont interrompues.
À Bruay-sur-l'Escaut, près de Valenciennes (Nord), où des violences ont eu lieu ce week-end, une école a récemment brûlé.
Vers 20 h 30, le Premier ministre, Dominique de Villepin, a annoncé sur TF1 des mesures visant à rétablir le calme dans les banlieues, dont le recours exceptionnel par les préfets au couvre-feu, recours inutilisé en France métropolitaine depuis les événements de la guerre d'Algérie.
- 22 h 30 :

Pour la douzième nuit consécutive, des violences ont éclaté en Île-de-France où une vingtaine de véhicules ont été incendiés dans les départements des Yvelines et de la Seine-Saint-Denis, selon les préfectures de ces deux départements.
Cependant, il est observé une légère accalmie, car peu d'affrontements directs avec les forces de l'ordre ont eu lieu en banlieue parisienne, même si les préfectures restent méfiantes et sur le qui-vive. À l'inverse, en province où les troubles se sont propagés, le nombre d'incendies a dépassé ceux constatés en Île-de-France.
Dans la banlieue de Toulouse, 21 voitures et un autobus ont été brûlés, selon la police. Deux autres bus ont été caillassés. L'un des assaillants d'un autobus a pris une grenade lacrymogène lancée par la police vraisemblablement pour la renvoyer sur les forces de l'ordre et qui lui a explosé dans la main. Le jeune homme a eu la main arrachée et a dû être amputé. Le trafic des bus a été totalement interrompu dans la soirée sur les lignes desservant les quartiers sensibles de Bellefontaine, du Mirail et de Bagatelle, qui ont été bouclés par les forces de l'ordre. Près de 200 jeunes s'y sont déplacés avec beaucoup de mobilité. Un hélicoptère a survolé ces zones où un calme relatif semblait être revenu vers 22 h dans la banlieue de Toulouse.
Dans le Nord, on dénombrait vers 21 h, 27 véhicules incendiés.
Dans l'Est, la pression n'est pas retombée et en Alsace, en Lorraine et en Franche-Comté, les incendies de voitures et de feux de poubelles se sont poursuivis. Dans le Bas-Rhin, dix-huit voitures ont été incendiées dans l'agglomération de Strasbourg où un hélicoptère a été mobilisé afin d'intervenir en cas d'incidents plus sérieux, selon la préfecture. Un engin incendiaire a été déposé contre les portes d'une église : l'alarme déclenchée a permis de limiter le début d'incendie à la porte du lieu de culte. Dans le Haut-Rhin, les premières interventions ont eu lieu dès le milieu de l'après-midi de lundi pour des feux de bennes à ordures ou d'abribus à Mulhouse et à Colmar (20 interventions pour 11 voitures et neuf bennes à ordures). En Moselle, la situation a été jugée plus calme que la veille. Les pompiers sont intervenus pour une dizaine d'incendies de voitures dans plusieurs villes du département. En Meurthe-et-Moselle, la situation est aussi relativement calme, mais les pompiers se montrent réservés.
Dans le Doubs, après un début de soirée calme, les pompiers sont passés d'une intervention toutes les demi-heures à une par minute, note un responsable de sapeurs-pompiers.
Un gymnase a également été incendié à Villepinte.
À Nice, vingt voitures ont brûlé au cours de la nuit, les violences se sont étendues jusque dans le centre-ville. Dans le quartier Saint-Roch, un bus a été incendié alors qu'il était bondé de passagers, tous ont réussi à sortir indemnes.
À Vaulx-en-Velin, un début d'incendie dans une école maternelle a réussi à être maîtrisé à temps par les sapeurs-pompiers.
Dans l'ouest, 70 véhicules ont été incendiés à Rennes, Nantes, Brest et Saint-Brieuc mais aussi à Angers (quartier Monplaisir).
En conclusion, les violences ont été nettement plus intenses en province qu'en région parisienne pour cette douzième nuit consécutive. 1 173 voitures ont été brûlées dans toute la France au cours de la nuit (bilan vers 8 h) et 330 arrestations ont été opérées. On peut tout de même noter une baisse significative des violences et des arrestations en comparaison avec la nuit précédente. Baisses qui pourraient être attribuées à la mobilisation massive des habitants des quartiers contre les émeutes. À Toulouse et à Stains en région parisienne, le trafic des bus est complètement interrompu en journée, les chauffeurs voulant protester contre les agressions.
Bilan des interpellations à 13 heures
La justice a envoyé à ce jour en détention 117 des 626 personnes interpellées après 12 nuits consécutives de violences un peu partout sur le territoire national, a annoncé le ministère de la Justice. Sur ces personnes écrouées, 52 majeurs ont été condamnés à des peines de prison ferme, 42 autres ont été placés sous mandat de dépôt dans l'attente d'un procès et 23 mineurs ont été incarcérés.

### Nuit du 8 au 9 novembre 2005
À Toulouse, où le ministre Nicolas Sarkozy se rendit le soir du 8 octobre, des heurts ont été signalés entre émeutiers et forces de l'ordre (quartier du Mirail et de la Reynerie surtout). Un hélicoptère a été employé pour survoler la ville. Une douzaine de voitures au moins auraient été incendiées.
On note néanmoins une certaine accalmie dans les banlieues parisiennes et des incidents en province jugés sporadiques, douze jours après le début des émeutes.
Le couvre-feu sera instauré le mardi 8 au soir dans les villes d'Amiens, de Blois, d'Orléans et de Savigny-sur-Orge (Essonne). Il s'agit des premières communes à faire savoir qu'elles appliqueraient cette mesure autorisée par le gouvernement pour ramener le calme dans les banlieues.
Selon un bilan effectué par la Direction générale de la police nationale, on dénombrait à 1 heure :
- 327 véhicules incendiés sur l'ensemble du territoire.
- La police avait procédé à 139 interpellations.

Si le phénomène commence à s'essouffler, on craint une reprise des violences au cours du long week-end du 11 novembre.
À Marseille, dans les quartiers du nord de la ville, des heurts ont eu lieu et 17 personnes, dont plusieurs mineurs, ont été interpellées et placées en garde à vue selon des sources policières.
Des vigiles d'un centre commercial ayant interpellé un mineur soupçonné de vol à l'étalage, ont été aussitôt pris à partie par un groupe d'une cinquantaine de jeunes. À l'arrivée de la police, le groupe s'est replié vers une cité voisine en caillassant au passage un bus de la ville et en incendiant une voiture.
À Nice, un homme qui marchait dans le quartier des Moulins, a reçu sur la tête un haltère jeté du quinzième étage d'un immeuble. Il a été hospitalisé dans un état critique.
À Grasse dans les Alpes-Maritimes, un bâtiment du journal Nice-Matin a été affecté par un feu de poubelle.
À Rennes, en Ille-et-Vilaine, dans le quartier du Blosne (Zup Sud), en périphérie sud de la ville, une salle des fêtes a connu un début d'incendie et quelques véhicules ont été incendiés.
À Bassens, dans la banlieue de Bordeaux, un bus fonctionnant au GPL a été incendié et a explosé.
À Angers, une dizaine de voitures, ainsi que des poubelles sont renversées et brûlées dans les quartiers Roseraie et Monplaisir. À noter que l'arrière des entrepôts d'un centre commercial Géant Casino à la Roseraie (quartier sud) est enflammé mais les dégâts sont faibles.
À Arras, dans le Pas-de-Calais, deux grands magasins de la ville (But et Saint-Maclou) ont été incendiés. Une salle des fêtes ainsi qu'un local de chaufferie ont été brûlés. Découverte d'une cave contenant de nombreux cocktails Molotov et quelques litres d'essence.
À Outreau dans le Pas-de-Calais, les autorités ont procédé à l'évacuation d'une centaine d'habitants d'un immeuble à cause de l'incendie volontaire de six voitures en sous-sol, vers 23 heures, mardi 8.
À Auby dans le Nord, un incendie criminel a complètement détruit la médiathèque et endommagé la mairie. Au total quatorze bâtiments publics ont été la cible d'incendiaires dans le département cette nuit.
À Lyon, des heurts ont eu lieu et un jet de cocktail Molotov dans le métro (ligne D) a provoqué un arrêt des transports depuis 22 heures. À Vaulx-en-Velin, plusieurs bus ont été caillassés, dont un a été brûlé.
À Dole dans le Jura, neuf bus de transport scolaire de la société Monts-Jura ont été la cible d'un incendie. Les pompiers ont procédé à l'évacuation de 24 habitants d'un immeuble proche.
À Oyonnax, une salle occupée par la Croix-Rouge a été visée, sans être gravement endommagée.
- À Décines (département du Rhône), un cocktail Molotov a été jeté contre une école maternelle : une salle de cours a été en partie détruite.

- À Miribel (Ain), plusieurs feux ont été allumés autour d'une crèche qui a subi quelques dégâts.

- Bilan national à 6 heures : ~ 500 véhicules incendiés ; ~ 200 interpellations.
- Bilan national à 12 heures : 617 véhicules incendiés, 280 interpellations.

### Nuit du 9 au 10 novembre 2005
Si un retour progressif au calme a été constaté en banlieue parisienne et en province, des violences sporadiques se sont poursuivies, 13 jours après le début des tensions, mais peu d'affrontements directs ont eu lieu entre émeutiers et forces de l'ordre.
Des arrêtés de couvre-feu ont été pris dans les Alpes-Maritimes (21 communes avec des mesures spécifiques pour Nice et Saint-Laurent-du-Var), dans la Seine-Maritime (Rouen, Le Havre, Elbeuf), dans la Somme (Amiens), dans l'Eure (Évreux), Blois dans le Loir-et-Cher et dans le Loiret (Orléans et 5 autres communes) et le Cher (Vierzon ).
Le préfet des Alpes-Maritimes a ainsi décrété l'état d'urgence dans le département, où 155 voitures ont été incendiées dans des violences urbaines depuis vendredi. Un couvre-feu interdit aux mineurs de circuler et de se rassembler entre 22 heures et 5 heures du matin s'ils ne sont pas accompagnés d'un adulte ayant autorité légale. Le couvre-feu, qui prend effet à compter de mercredi soir, court, par prévention, jusqu'au 20 novembre. Les forces de l'ordre pourront mener des perquisitions de nuit dans les quartiers où elles seraient prises à partie et plus de 1000 hommes (CRS, gendarmes et policiers) ont été mobilisés pour faire respecter cet état d'urgence.
À Toulouse, de nouveaux incidents ont éclaté en banlieue. Quatre véhicules ont, en ce moment, été incendiés. En début de soirée, le couvre-feu n'avait pas été imposé dans le département. Ces incidents, qui ont commencé aux environs de 20 heures, se sont déroulés dans les quartiers jugés difficiles de Bellefontaine et du Mirail. 350 policiers ont été déployés a précisé la préfecture de région Midi-Pyrénées.
L'un des véhicules a été incendié dans la cour d'une école primaire de Bellefontaine.
À Rennes, c'est l'école Eugène Guillevic, située chemin du Landrel, dans le quartier du Blosne (Zup Sud), qui a été visée et touchée dans la nuit. Le feu a ravagé deux salles de classe avant que les pompiers ne parviennent à circonscrire le sinistre.
Des violences ont également éclaté dans les banlieues lyonnaise et lilloise, et à Roubaix et Strasbourg.
À Belfort, une école a été incendiée en partie.
Une voiture a également été incendiée dans le Doubs, à Besançon, contre 14 la veille, selon les pompiers.
En Alsace, 33 véhicules ont été brûlés, dont 18 à Strasbourg (Bas-Rhin), et 15 dans le Haut-Rhin, avec 9 voitures à Mulhouse et 4 à Colmar.
La nuit précédente, un total de 40 véhicules avaient été incendiés dans les deux départements alsaciens.
À Saint-Quentin dans l’⁣⁣Aisne⁣⁣, un concessionnaire voit 80 de ses voitures d’occasion brûler.
Dans la région parisienne, on déplorait l'incendie de la salle des fêtes Marcel Pagnol à Épinay-sous-Sénart dans l'Essonne et quatre bus caillassés à Dammarie-lès-Lys, en Seine-et-Marne ainsi que dans l'agglomération lyonnaise.
- 1er bilan vers 6 heures :
  - 340 véhicules incendiés ;
  - 140 interpellations.

- Bilan total de la nuit :
  - 482 véhicules incendiés ;
  - 203 interpellations.

### Nuit du 10 au 11 novembre 2005
En début de cette 15e soirée de tension urbaine, deux semaines après le début des émeutes, un reflux des violences urbaines était encore constaté.
Cependant, à Paris « intra-muros », où l'on craint, tout en la jugeant « difficilement applicable », une possible contagion des violences urbaines survenues en banlieues, la vente et le transport de carburant au détail (en bidons ou en jerricans) ont été interdits par précaution. Des appels lancés sur des sites et forums Internet et par SMS à des rassemblements pour commettre des violences dans Paris ce long week-end du 11 novembre ont été interceptés par la police. Des arrêtés d'interdiction de vente de carburant au détail ont également été pris dans plusieurs départements et villes : Blois (Loir-et-Cher), Val-de-Marne, Val-d'Oise, Drôme, Hérault, Eure-et-Loir, Charente, Landes, Rhône, Loiret, Var, à Amiens, Bordeaux, Caen et Lisieux (Calvados).
À la suite de ces appels lancés sur Internet et par SMS, le Préfet de Police annonce le 11 novembre dans un communiqué qu'« afin de prévenir les troubles à l'ordre public et à la sécurité des personnes et des biens, [il] a décidé d'interdire à Paris, du samedi 12 novembre à 10 heures au dimanche 13 novembre à 20 heures, toute réunion de personnes de nature à provoquer ou entretenir le désordre sur la voie et dans les lieux publics ». Cette mesure de sûreté s'inscrit dans le cadre de la loi du 3 avril 1955 sur l'état d'urgence, réactivée le 8 novembre 2005.
De nouveaux heurts sont signalés en banlieue toulousaine, ainsi qu'en banlieue lyonnaise ce soir où une vingtaine de véhicules ont été incendiés.
À Avignon, un incendie volontaire a éclaté dans la cave d'un immeuble vers 4 heures. Les pompiers ont préféré évacuer la résidence. Une femme enceinte et un bébé ont été gardés en observation à l'hôpital.
Soirée plus calme à Belfort où les pompiers ont signalé deux feux de voitures et deux feux de poubelles alors qu'un départ de feu dans le gymnase d'un collège de la ville a été éteint à temps. Le maire MRC de Belfort, Jean-Pierre Chevènement, a annoncé ce soir l'instauration d'un couvre-feu de 4 jours dans sa ville à partir de vendredi 21 heures pour tout mineur de 16 ans non accompagné d'un adulte.
Des incendies divers et une dizaine de véhicules incendiés en banlieue strasbourgeoise et à Colmar.
- 1er bilan à 2 heures :

Nette décrue des violences urbaines avec une nuit jugée « calme » selon les pompiers, par rapport aux quatorze nuits précédentes.
22 véhicules brûlés étaient rapportés dans la nuit de jeudi à vendredi en Essonne, Seine-et-Marne, dans le Val-d'Oise et les Yvelines peu après 2 heures, a-t-on indiqué de source policière et préfectorale.
Le dépôt autobus de la Connex de Combs-la-Ville en Seine-et-Marne a été incendié par des jeunes délinquants dont 7 bus brûlés à coups de coktails Molotov.
Dans l'Essonne, outre l'incendie de la salle des fêtes Marcel Pagnol à Épinay-sous-Sénart, un bâtiment de 1 500 m2 entièrement détruit par les flammes, les pompiers faisaient état de 4 véhicules incendiés, de même que 15 incendies de conteneurs à poubelle. Dans les Yvelines, 9 véhicules ont été incendiés et quelques poubelles ont brûlé, a indiqué vers 23h30 la préfecture, qui n'a pas fait état d'affrontements. En Seine-et-Marne, 5 voitures ont brûlé, tandis qu'en début de soirée, vers 18 heures, 4 bus transportant des passagers ont été caillassés à Dammarie-lès-Lys, a indiqué la police qui n'a procédé à aucune interpellation. 4 véhicules et 10 conteneurs à poubelles ont été incendiés dans le Val-d'Oise, selon un décompte établi par la préfecture de Cergy à minuit, qui indiquait qu'il s'agit d'un bilan « banal » pour l'instant, pour ce département.
- 2e bilan à 4 heures :

Après un reflux continu des violences depuis deux nuits, cette nuit marque une stabilisation, voire une légère augmentation des violences urbaines.
- 395 véhicules incendiés ;
- 168 interpellations.

(contre respectivement 394 et 169 la nuit précédente à la même heure, selon un bilan provisoire de la Direction générale de la police nationale).
Lors de cette 15e nuit consécutive d'émeutes urbaines, 7 policiers ont été blessés, dont 4 à Lyon.
Particulièrement stable par rapport au précédent, ce bilan provisoire marque toutefois un coup d'arrêt à la tendance baissière enregistrée depuis les trois dernières nuits. Il indique même une légère hausse en Île-de-France, où 89 véhicules ont été incendiés contre 79 la nuit précédente, contrebalancée d'une baisse tout aussi légère en province, avec 306 véhicules brûlés contre 315 la veille, selon le même bilan provisoire.
La même stabilité se remarque également avec le nombre d'interpellations : 168 contre 169 la veille.
- Bilan total de la nuit :
  - 463 véhicules incendiés ;
  - 201 interpellations.

### Nuit du 11 au 12 novembre 2005
Nouveaux heurts signalés en banlieue toulousaine, lyonnaise, strasbourgeoise, angevine, marseillaise, rennaise et lilloise.
Dans la ville de Carpentras dans le Vaucluse, une mosquée a été endommagée par deux cocktails Molotov qui ont été lancés dans le hall du bâtiment pendant la grande prière du vendredi (acte probablement raciste, certainement lié aux évènements de ce moment mais qui n'a certainement rien à voir avec les violences dans les banlieues françaises).
Ce soir, les forces de l'ordre restaient fortement mobilisées et la situation globalement calme vendredi en début de soirée après plus de deux semaines de violences urbaines en France, tandis que tout rassemblement est interdit à Paris de samedi 10 heures à dimanche 8 heures.
- 1er bilan à minuit : « Tout est calme jusqu'ici et il n'y a rien à signaler », annonçait ainsi la préfecture de police à Paris peu avant minuit, confirmant ainsi le reflux constaté depuis l'instauration du couvre-feu dans certains départements et communes.

En banlieue, selon des sources policières, une trentaine de véhicules ont été incendiés peu avant minuit, et seize personnes ont pour l'instant été interpellées, dont, douze dans le Val-d'Oise, et quatre mineurs dans l'Essonne alors qu'ils étaient en possession de matériel nécessaire à la fabrication de cocktails Molotov.
En province, la situation est comparable à celle du début de soirée de la veille, avec quelques interpellations et environ 100 véhicules incendiés, dont 24 dans le Nord et 23 en Alsace et en Lorraine.
Les lignes de transports en commun menant à Paris, notamment celles du réseau express régional (RER), ont été placées sous surveillance pour prévenir toute tentative de débordements à Paris, a annoncé la (DGPN).
Depuis jeudi, la vente d'essence au bidon est par ailleurs interdite à Paris intramuros.
- À 2 heures :

Une école a été incendiée en Seine-et-Marne.
À Saint-Quentin, un policier a été « gravement brûlé au visage » (selon LCI) par l'explosion d'un Cocktail molotov.
Stabilité des violences dans le Grand Ouest avec 88 véhicules et une dizaine de bâtiments publics incendiés. Les incendies de voitures se sont concentrés sur les départements les plus touchés par les violences au cours des derniers jours : Seine-Maritime, Loire-Atlantique (une vingtaine de véhicules incendiés), Loiret et Ille-et-Vilaine, avec toutefois une augmentation en Eure-et-Loir où au moins 12 véhicules, dont deux bus, ont été détruits.
Le nombre de feux de poubelles (110) a, en revanche, été divisé par deux.
- À 4 heures :

Un bilan provisoire fait état, tôt ce samedi matin, d'une « légère baisse » des actes de violences urbaines en France, essentiellement due à l'Île-de-France, seize jours après le début des émeutes, tandis que la mobilisation policière reste forte.
Selon ce bilan provisoire livré à 4 heures par la Direction générale de la police nationale, 384 véhicules ont été incendiés et 162 personnes interpellées partout en France. La veille à la même heure, 395 voitures avaient brûlé et 168 personnes avaient été appréhendées.
Le bilan définitif qui sera livré dans la matinée peut toutefois encore infléchir la tendance générale.
Lors de cette 16e nuit consécutive d'émeutes urbaines, deux policiers ont été blessés lors d'interventions au cours de la nuit.
En Île-de-France, 68 véhicules ont été incendiés contre 89 la nuit précédente, contrebalancé par une légère augmentation en province, avec 316 véhicules brûlés contre 306 la veille, selon la même source.
La même stabilité se remarque également avec le nombre d'interpellations, même si la répartition Île-de-France-province n'a pas encore été précisée : 162 contre 168 la veille.
- Bilan provisoire 4 h 30 :
  - 384 véhicules incendiés et 162 interpellations.

- Bilan définitif :
  - 502 véhicules incendiés et 206 interpellations.

### Nuit du 12 au13 novembre 2005
Une information judiciaire a été ouverte ce samedi 12 novembre 2005 à Tunis sur la mort d'un adolescent d'origine tunisienne, Zyed Benna, mort électrocuté le 27 octobre en banlieue parisienne, a annoncé samedi le ministre tunisien de la Justice, Béchir Tekkari.
« Le décès s'est produit dans des circonstances dramatiques justifiant une enquête judiciaire », a déclaré Béchir Tekkari lors d'une conférence de presse. « Le père de la victime a déposé une plainte auprès du procureur de la République et l'enquête est en cours pour élucider les circonstances du drame », a-t-il ajouté[réf. nécessaire].
Croyant être poursuivis par la police, Zyed Benna, 17 ans, et un autre adolescent, Bouna Traoré, 15 ans, d'origine malienne, ont trouvé la mort en se réfugiant dans un transformateur électrique à Clichy-sous-Bois (Seine-Saint-Denis).
Béchir Tekkari a précisé que la justice tunisienne était compétente pour les crimes commis sur des Tunisiens à l'étranger, si une plainte était déposée par la victime elle-même ou par ses héritiers en cas de décès.
Selon un proche de la victime, le corps de Zyed Benna a été rapatrié dimanche dernier dans sa ville natale à Djerba où il a été inhumé le mercredi 8 novembre.
Une information judiciaire a été déjà ouverte en France, à la suite d'une plainte contre X déposée par sa famille pour « non-assistance à personne en danger ».
- Incidents : Des incidents ont eu lieu ce samedi après-midi vers 17 heures sur la place Bellecour, en plein cœur de Lyon, entre plusieurs dizaines de jeunes à plusieurs centaines selon les sources, et les forces de l'ordre qui ont dû faire usage de gaz lacrymogènes pour les disperser. C'est la première fois que des troubles se produisent dans le centre d'une ville depuis le début des violences urbaines. Onze personnes ont été interpellées, dont neuf placées en garde à vue. Les incidents se sont terminés vers 18 h 15. Le préfet du Rhône a signé un arrêté interdisant la circulation des mineurs non accompagnés d'un adulte (valable de ce samedi soir à lundi matin, de 22 heures à 6 heures), dans la ville de Lyon et dans dix autres communes du département.

Nouvelles violences urbaines en banlieue toulousaine et strasbourgeoise.
- Situation vers minuit :

La direction générale de la police nationale jugeait la situation « sensiblement plus calme » que la veille dans les banlieues françaises, avec à minuit 116 véhicules incendiés contre 172 la veille, une baisse imputable à la province (92 contre 148), tandis que l'Île-de-France restait stable à 24 véhicules incendiés.
41 personnes ont déjà été interpellés contre 32 la veille à la même heure.
À Carpentras, une école maternelle a été incendiée ce samedi soir, brûlant deux salles, et une voiture a été incendié devant un foyer du 3e âge, inoccupé au moment des faits.
- À 4 heures :
  - 315 véhicules incendiés.
  - 161 interpellations.

315 véhicules incendiés et 161 interpellations ont été enregistrés à 4 heures en France pour la nuit de samedi à dimanche, contre respectivement 384 et 162 relevés la nuit précédente à la même heure, selon un bilan provisoire de la direction générale de la police nationale.
De plus, selon la même source, deux policiers ont été blessés lors de cette 17e nuit de violence urbaine, dont l'un a été hospitalisé après avoir été atteint par une boule de pétanque à La Courneuve, en Seine-Saint-Denis. Ses jours ne sont pas en danger.
Une cinquantaine de véhicules incendiés en Alsace et en Lorraine ; une vingtaine dans la Haute-Garonne.

### Nuit du 13 au 14 novembre 2005
La tendance à l'accalmie semble se poursuivre en cette 18e nuit de troubles dans les banlieues françaises. La région parisienne semble revenir à sa situation habituelle, tandis que les dégâts occasionnés par ces violences urbaines sont toujours au-dessus de la normale en province, avec, néanmoins, une tendance à la décrue. Aucun incident notable dans le centre de Paris, bien que les autorités redoutaient une « descente » de plusieurs dizaines, voire centaines de casseurs.
- À 4 heures :

Selon un bilan provisoire de la direction générale de la police nationale (DGPN), 271 véhicules ont été incendiés tandis que 112 personnes ont été interpellées à 4 heures, dont 62 en Île-de-France et 209 en province.
La veille à la même heure, 374 véhicules brûlés et 206 personnes interpellées avaient été recensés.
La DGPN précise ce lundi matin que cinq policiers ont été blessés dans la nuit de dimanche à lundi (contre deux la veille à la même heure).
En banlieue lyonnaise, tendance à un retour à la normale : quinze véhicules ont été incendiés vers minuit dimanche et trois personnes transportant de l'essence ont été interpellées, selon la préfecture.
En banlieue toulousaine, une voiture enflammée a été lancée dans l'après-midi dans la cour d'une école maternelle, du quartier de la Reynerie, causant des dommages dans une salle de classe, selon la préfecture.
Dans le nord de la France, les pompiers sont intervenus une quarantaine de fois à 0 heure pour divers incendies dont des feux de véhicules, de poubelles, de biens publics et privés. La police a interpellé huit personnes.
En Alsace et en Lorraine, 9 voitures ont été incendiées à la même heure, contre 13 lors de la soirée précédente.
- Bilan à 4 heures :
  - 271 véhicules incendiés.
  - 112 interpellations.

### Nuit du 14 au 15 novembre 2005
Décrue des violences urbaines confirmée au cours du week-end du 11 novembre et en cette nuit du lundi 14 au mardi 15 novembre 2005. Retour progressif à la normale en ce qui concerne les incendies criminels (dont les bâtiments publics et les véhicules).
Selon le bilan définitif, 215 voitures ont été brûlées pour 71 interpellations. Plusieurs engins incendiaires (au moins trois) ont été jetés contre une mosquée de Saint-Chamond (dans la Loire) provoquant de légers dégâts.
Un habitant de Nice âgé d'une soixantaine d'années qui avait reçu un haltère tombé du haut d'une tour de quinze étages la semaine dernière, est décédé mardi sans avoir repris connaissance. Le drame avait été mis dans un premier temps sur le compte des violences urbaines. L'enquête est allée ensuite vers la piste de l'accident. Un jeune homme de vingt-deux ans (ou vingt-cinq ?) a reconnu avoir fait tomber accidentellement le poids qui lui aurait échappé alors qu'il se trouvait sur son balcon. Il a été confondu par la découverte d'haltères similaires dans son appartement. Laissé en liberté, il devra comparaître pour « homicide involontaire ».
On assiste depuis à un retour à une situation dite « normale » par les autorités françaises avec une moyenne de 80 à 100 véhicules incendiés par nuit. Les forces de l'ordre et les sapeurs-pompiers restent mobilisés.

### Samedi 19 novembre
Quatre mineurs âgés de 14 ans à 17 ans ont été mis en examen samedi soir pour « dégradation volontaire par une substance incendiaire sur un édifice religieux », dans l'affaire de l'incendie qui a endommagé, dans la nuit de mardi à mercredi, l'église Saint-Curé d'Ars à Romans-sur-Isère (Drôme). Ils auraient agi par mimétisme des émeutes dans les banlieues françaises. Cet acte est passible de vingt années d'emprisonnement car en cas de destruction volontaire d'un bâtiment, le fait qu’il s’agisse d’un édifice religieux est considéré par le droit français comme une « circonstance aggravante ».
Trois des quatre délinquants étaient déjà connus des services de police et avaient déjà été condamnés. Ils habitent tous les quatre le quartier sensible de la Monnaie, où se situe l'église. Ils n'auraient pour l'instant pas reconnu les faits.
Deux d'entre eux, âgés de 15 et 17 ans ont été placés en détention provisoire. Les deux autres, âgés de 14 et 15 ans, ont été remis en liberté sous contrôle judiciaire.
Presque un an jour pour jour après ces premiers événements, le gouvernement et les forces de l'ordre craignent de nouvelles émeutes. Dans la semaine du 23 au 30 octobre 2006 une dizaine de bus sont incendiés à Marseille et dans la région parisienne. Le 28 octobre, à Marseille, n'ayant pas pu sortir d'un bus embrasé volontairement, une femme de 27 ans est brulée à 70 %. Elle est restée entre la vie et la mort durant les semaines qui ont suivi. Aujourd'hui, elle est en vie.